# Çorraj-Veliç
Çorraj-Veliç – wieś położona w północnej części Albanii w gminie Bytyç. Wieś znajduje się 135 kilometrów od stolicy państwa, Tirany.

## Demografia
Według spisu ludności z 1989 roku we wsi Çorraj-Veliç mieszkało 291 mieszkańców.